# La maestra enamorada
La maestra enamorada es una película en colores de Argentina dirigida por Julio Saraceni sobre el guion de Abel Santa Cruz que se estrenó el 2 de marzo de 1961 y que tuvo como protagonistas a Lolita Torres, Alejandro Rey, Marcos Zucker y Héctor Calcaño. Fue filmada parcialmente en Mendoza.

## Sinopsis
Una maestra trata de salvar una escuela en peligro de demolición.

## Reparto
Carlitos Ruiz ( empleado de construcción)
- Lolita Torres....María Elena Sánchez
- Alejandro Rey....ingeniero Raúl Ledesma
- Marcos Zucker....Ricardo Pereira
- Héctor Calcaño....ministro de Educación
- Laura Hernández....esposa del ministro
- María del Pilar Lebrón....madre de María Elena
- María Armand....Aurelia
- Eloísa Cañizares....tesorera
- Mateo Martínez
- Aldo Braga....empleado de la constructora
- Ricardo de Rosas
- Ridi Da Silva
- Julián R. Ros
- Sandra Castel
- Antonio Reales
- Ballet Indoamericano de Esteban Vera
- Alfredo Alonso
- Julián Pérez Ávila....padre de María Elena
- Victor Martucci....presidente de la cooperadora

## Comentarios
El Heraldo del Cine opinó sobre el filme:

”Epísodios simples y personajes convencionales, cuando no acartonados ofrecen escaso asidero al pasatiempo.”

Por su parte Manrupe y Portela escriben:

”Insufrible repetición de Torres, donde Zucker hace del amigo fiel que se lleva un beso en la mejilla mientras Rey se lleva a la maestra.”